# Bois-Jérôme-Saint-Ouen
 Bois-Jérôme-Saint-Ouen  là một xã thuộc tỉnh Eure trong vùng Normandie miền bắc nước Pháp.